# 烏拉甘區

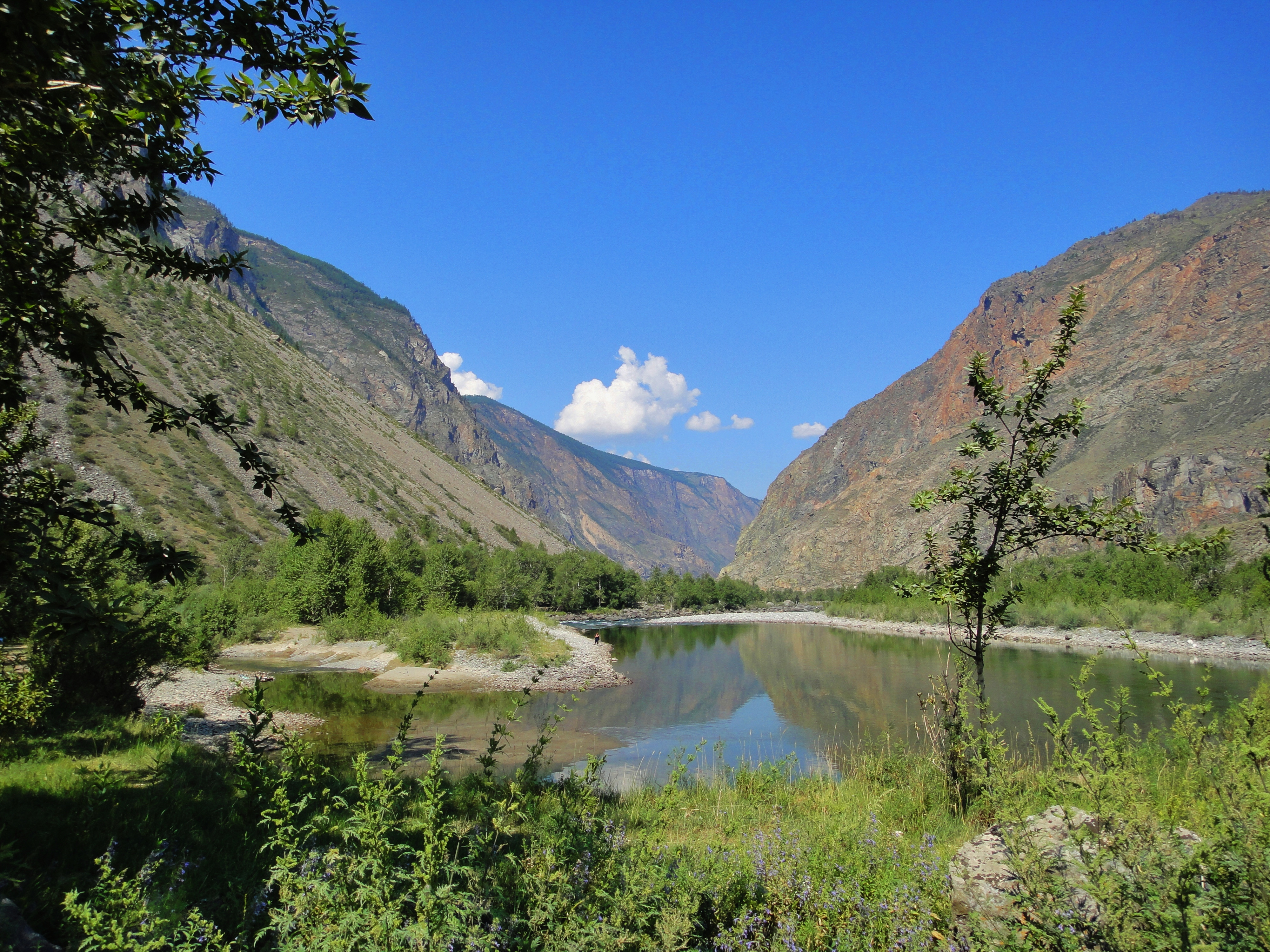

51°57′N 85°57′E / 51.950°N 85.950°E
烏拉甘區（俄语：Улаганский район），是俄羅斯阿爾泰共和國的一個區，位於該國南部，面積18,367平方公里，2010年人口11,388，人口密度每平方公里0.62人。